# Hilfikon
Hilfikon là một đô thị ở huyện Bremgarten, bang Aargau, Thụy Sĩ.

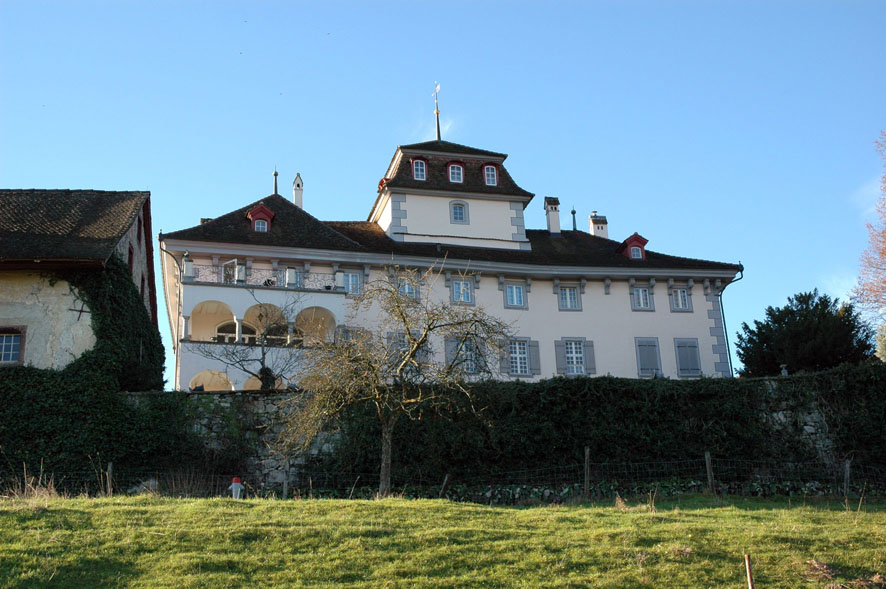
Schloss Hilfikon